# Braghină
Braghina este un vechi soi românesc pentru vin. Vița are o creștere  viguroasă, este rezistentă la secetă și ger. Strugurii sunt mijlocii și mari cu ciorchine lax. Culoarea este roz închis cu pistrui mărunți de culoare albă, la coacere foarte dulci. A constituit masa -alături de alte soiuri pentru vinul de masă. Se mai cultivă în podgoria Miniș, alături de cadarcă și braghină.